# Cem Bayoğlu

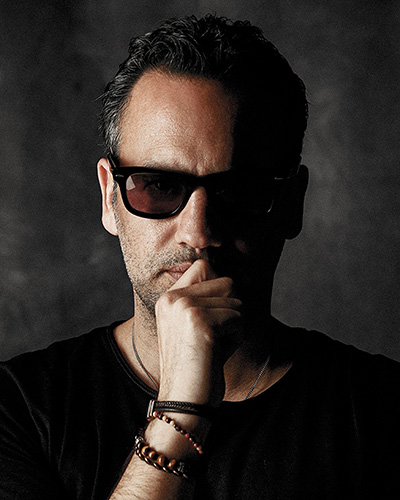
Cem Bayoğlu (2019)

Cem Bayoğlu (* 17. Februar 1977 in İzmir) ist ein türkischer Fotograf und bildender Künstler, der für seine künstlerischen Porträts  prominenter Persönlichkeiten bekannt ist, in denen er einzigartige Licht- und Farbtechniken einsetzt.

## Jugend
Bayoglu wurde 1977 in Izmir geboren, wo er auch aufwuchs und seine Ausbildung von der Grundschule bis zur Universität absolvierte. Im Jahr 1998 schloss er sein Studium an der Dokuz-Eylül-Universität ab und begann im eigenen Familienunternehmen zu arbeiten.
Sein Interesse an der Fotografie begann schon in jungen Jahren mit einem Diaprojektor.
Zwischen 1994 und 2000 spielte er Gitarre in einer Band, die er mit seinen Freunden gründete. Im Jahr 2001 reiste er für einen Sprachkurs nach Australien und kaufte dort seine erste Digitalkamera. Im Jahr 2006 veröffentlichte er sein Album „Teselli“ (deutsch „Trost“) mit eigenen Kompositionen. Später betrieb er die Musik und Fotografie als Hobby.

## Karriere als Fotograf
Der Übergang vom Familienunternehmen zum ersten professionellen Fotostudio in Izmir erfolgte 2011.
Zur Unterstützung der von der amerikanischen Feministin und Schriftstellerin Eve Ensler gegründeten Kampagne „One Billion Rising“ erstellte Cem 2013 eine Serie von Fotografien, die von häuslicher Gewalt berichteten. Diese Fotoserie wurde unter dem Namen „One Billion Suffers“ zum ersten Mal weltweit in Form einer virtuellen Ausstellung auf Facebook gezeigt.
Vierzehn Tage war diese Serie sichtbar und am Ende dieses Zeitraums wurden alle Inhalte auf der Seite – Fotos, Likes und Kommentare – gelöscht, um wirkungsvoll auf den Schmerz sowie das Leiden der Frauen aufmerksam zu machen und es vor dem Vergessen zu bewahren. Cems „One Billion Suffers“-Serie kann als ein demonstratives Instrument zur Schaffung von Bewusstsein und einer positiven Veränderung in der Gesellschaft angesehen werden.
Einige der Werke aus dieser Serie wurden in der Gemeinschaftsausstellung „What Color Is Abuse“ (deutsch „Welche Farbe hat Missbrauch“) ausgestellt, die von dem  Kunstaktivist Jo Stein in  Düren, Deutschland initiiert wurde. Die Ausstellung entstand unter Beteiligung von dreizehn Künstlern aus verschiedenen Ländern. Die erste Ausstellung fand 2013 in einer Kirche der Stadt Düren statt. Eine der Fotografien von Cem Bayoğlu wurde im Anschluss als Titelseite der Zeitschrift „Weißer Ring“ veröffentlicht.
Seit 2013 hat Bayoğlu Fotografien, Musikvideos und Werbung für viele berühmte Personen und namhafte Marken gedreht. Im Jahr 2017 wurde das soziale Verantwortungsprojekt „Zehntausend Warme Herzen“ des Einkaufszentrums Forum Bornova, für welches er den Werbefilm drehte, bei den ICSC Solal Marketing 2017 Awards in der Kategorie Corporate Social Responsibility in Wien mit einer Goldmedaille ausgezeichnet.
Im Jahr 2019 wurden seine Kunstwerke zum ersten Mal in Europa auf der Pariser Messe „Maison et Objet“ ausgestellt. Bayoğlu hat hauptsächlich drei verschiedene Serien von Kunstfotografien geschaffen – Sinful Colors, Berceste und Underland.

## Stil
Die Techniken und Kompositionen in seinen künstlerischen Fotografien erinnern an den Stil von Malern der Barockzeit, die Asymmetrie gegen Symmetrie, krummlinige Formen gegen geometrische Formen einsetzen und die Regeln und Prinzipien klassischer Werke nicht anerkennen.

## Arbeiten

### Kunstfotografie-Serien
- Sinful Colors Sinful Colors
- Berceste Berceste
- Underland Underland

### Musikalbum-Cover aufgenommen von Bayoğlu
- Teoman – Eski Bir Rüya Uğruna
- İskender Paydaş – Zamansız Şarkılar II
- Ferman Akgül – İstemem Söz Sevmeni
- Pamela Spence – Aslanlar Gibi
- Cenk Eren – Repertuvar Tanju Okan Şarkıları
- Cenk Eren – Repertuvar Selda Bağcan Şarkıları
- Volga Tamöz – No. 2
- Grup Mecaz – Heybe
- Gamze Matracı – Balkantoloji
- Yılmaz Kömürcü – Yeni Aşk
- Yıldız Hazel – Seve Seve
- Gizli Özne – Yalancı Şair

### Buchcover unter Verwendung von Bildern Bayoğlus
- Hüseyin Mutlu Akpınar – Bir Baskan Bir Sehir Bir Ask
- Ferman Akgül – Osmanli Cadisi Tirnova (inner cover photos)[19]

### Fotografieausstellungen
- One Billion Suffers (Persönliche Ausstellung über Gewalt gegen Frauen, bestehend aus vierzehn Fotografien)
- What Color Is Abuse (Ausstellung „Gewalt gegen Frauen“ mit der Teilnahme von dreizehn Künstlern aus verschiedenen Ländern)

### Musikvideos und Werbespots unter der Regie von Bayoğlu
- Ferman Akgül – İstemem Söz Sevmeni
- Yıldız Hazel – Seve Seve
- Kenan Doğulu – Swings With Blue In Green Big Band Concert[20]
- Folkart – October,29 Karsiyaka-Göztepe Friendship Commercial Film
- Forum Bornova Mall – Ten Thousand Warm Hearts